# Guillaume de Beauchamp (baron de Bedford)
Pour les articles homonymes, voir Guillaume de Beauchamp.
Guillaume de Beauchamp (vers 1185-1260) est un juge et haut shérif anglais et baron de Bedford. Il est le fils de Simon de Beauchamp (né vers 1145- mort en 1206 ou 1207) et de sa femme Isabel (ses parents sont inconnus),.

## Baron de laMagna Carta
William de Beauchamp a participé à l'expédition de 1210 en Irlande. Il a aussi participé à l'expédition de 1214 à Poitiers. En 1215, au début de la Première Guerre des Barons, il va rejoindre les barons rebelles. De Beauchamp divertit ces dernier à son château de Bedford. 
William de Beauchamp faisait partie des rebelles excommuniés par le pape Innocent III.

## Participation à des actions militaires
Le 20 mai 1217, William de Beauchamp est capturé lors de la bataille de Lincoln. À cette époque, il avait déjà perdu le château de Bedford, qui avait été remis à Falkes de Breauté. Ceci mena à une étrange situation : pendant que de Breauté était propriétaire du château de Bedford, de Beauchamp détenait la baronnie. Une fois de Breauté déchu, le château fut assiégé et partiellement détruit, sur l'ordre du roi. Par la suite, de Beauchamp a eu la permission de bâtir sa résidence à l'intérieur de l'enceinte.  
De Beauchamp a fait partie d'une expédition royale en 1233, qui a été prise en embuscade par Richard Mars. Il a ensuite été nommé baron de l'Échiquier en 1234 et 1237.

## Autres fonctions
William de Beauchamp a également été shérif de Buckinghamshire et Bedfordshire en 1236. La même année, Eléonor de Provence a été couronnée reine et De Beauchamp était un des aumôniers pendant la cérémonie de couronnement, au titre de Baron de Bedford.

## Famille et décès
Il a épousé Ida Longespée, fille de William Longespée, 3e comte de Salisbury et d'Ela, Comtesse de Salisbury. Ils eurent six enfants.
William de Beauchamp est mort en 1260.   
Son fils ainé Simon de Beauchamp meurt peu de temps après son père, la baronnie reviendra donc à William de Beauchamp, fils de Simon, qui lui aussi décède, en 1262. La baronnie va donc à John de Beauchamp, fils de Simon, qui meurt en 1265, à Evesham. Les 3 filles de Simon de Beauchamp, sœurs des deux derniers barons de Bedford, se divisent la baronnie entre elles : Maud de Beauchamp, conjointe de Roger de Mowbray, Beatrice, conjointe de Thomas FitzOtho et Ela, conjointe de Baldwin Wake.